# Snedfläckspraktmal
Snedfläckspraktmal (Epicallima formosella) är en fjärilsart som först beskrevs av Michael Denis och Ignaz Schiffermüller 1775.  Snedfläckspraktmal ingår i släktet Epicallima, och familjen praktmalar, (Oecophoridae). Enligt den svenska rödlistan är arten akut hotad i Sverige. Arten förekommer tämligen sällsynt i Blekinge, Halland och Uppland. Artens larv lever under bark på bl.a. ek och poppel.